# Даму (мифология)
Даму — бог здоровья в шумеро-аккадской мифологии; сын богини-целительницы Нининсины, которому она передала божественную силу (ме) искусства врачевания.
Постоянный эпитет Даму (как и Нининсины) — «великий жрец-заклинатель», в старовавилонский период распространено также имя «Даму-врач». Предположительно имеет черты двуполого существа.
Главное место культа — город Исин.
Возможно, Даму иногда смешивался с Думузи.